# Josiah Whitney
Josiah Dwight Whitney, född 23 november 1819 i Northampton, Massachusetts, död 19 augusti 1896 i Lake Sunapee, New Hampshire, var en amerikansk geolog, bror till filologen William Dwight Whitney.
Whitney inträdde 1840 i New Hampshires geologiska kartläggning och tillbringade åren 1842-47 på studieresor i Europa, varunder han studerade hos bland andra Léonce Élie de Beaumont, Justus von Liebig och Karl Friedrich Rammelsberg. 
År 1855 blev han statskemist i Iowa och var samtidigt professor vid University of Iowa. Åren 1860-74 var han statsgeolog för Kalifornien, och 1865 blev han professor i geologi och metallurgi vid Harvard University i Cambridge, Massachusetts. 
Hans arbeten behandlar geologi och mineralogi samt inte minst metallurgi och gruvgeologi, inom vilka vetenskaper han blev en pionjär i de västra delstaterna. Hans första utgivna arbete (1845) var en översättning till engelska av Jöns Jacob Berzelius arbete "Om blåsrörets användande i kemien och mineralogien".
Mount Whitney i Kalifornien har namn efter honom.